# Gaiasia
Gaiasia — викопний рід стовбурових чотириногих (або тетраподів) ранньопермського періоду Намібії, який містить один вид Gaiasia jennyae. Gaiasia був прісноводним хижаком, який був винятковим серед стовбурових чотириногих завдяки поєднанню відносно величезних розмірів, південного походження та пізнього виживання.
Геясія відома за трьома викопними зразками, включаючи неповний скелет із роздробленим черепом і частково хребетним стовпом. Хоча матеріал кінцівок не зберігся, череп Gaiasia вказує на те, що його спорідненість полягає в тетраподах з пальцями (ранні амфібії, у широкому сенсі). Це був близький родич колостеїдів, родини водних стеблових чотириногих з довгим тілом і маленькими кінцівками. Більшість чотириногих молюсків, що несуть пальці, включно з колостеїдами, вимирає внаслідок випадіння тропічних лісів кам'яновугільного періоду наприкінці попереднього кам'яновугільного періоду. Gaiasia є одним із небагатьох, хто зберігся до пермського періоду поряд із кроновими чотириногими (групи, які є прямими предками земноводних, ссавців і рептилій).
Gaiasia є найбільшим із відомих стовбурових тетраподів із пальцем, максимальна довжина черепа якого досягає 60 сантиметрів. Він був знайдений у формації Гай-Ас, гірській одиниці, що відповідає холодним помірним озерним середовищам, розташованим поблизу Південного полюса (приблизно 55° південної широти) у пермі. Інші чотириногі з пальцями були значно меншими (довжина черепа становила менше як 40 сантиметрів), і майже всі мешкали в тропіках Єврамерики, регіоні низьких широт, еквівалентному сучасній Європі та Північній Америці. Gaiasia натякає, що стовбурові чотириногі в південних широтах продовжували існувати та розвиватися протягом пізнього палеозойського льодовикового інтервалу, навіть коли види в низьких широтах вимерли та були витіснені кроновими чотириногими. Назва роду Gaiasia стосується формації Gai-As, тоді як назва виду вшановує покійну Дженні Клак, експерта з ранніх чотириногих.